# 温特林根
温特林根是德国巴登-符腾堡州的一个市镇。总面积50.64平方公里，总人口6437人，其中男性3205人，女性3232人（2011年12月31日），人口密度127人/平方公里。